# حسام بدراوی
حسام بدراوی پزشک و سیاست‌مدار مصری است که از ۵ فوریه ۲۰۱۱ در پی استعفای دسته‌جمعی شورای مرکزی این حزب در جریان اعتراضات سراسری در مصر جانشین جمال مبارک در پست دبیرکل حزب شد، اما کمتر از یک هفته بعد در ۱۱ فوریه از این مقام استعفا داد.
وی تحصیلات خود را در دانشگاه قاهره و دانشگاه واین استات در تخصص زنان و زایمان به پایان برده و استاد کنونی دانشگاه قاهره است.